# 比爾·波西
比爾·波西（Bill Posey；1947年12月18日—）是美國的一位政治人物。自2009年開始，他是佛羅里達州第8選舉區選出的美國眾議院議員。他的黨籍是共和黨。在當選國會議員之前，他曾是佛羅里達州眾議員和佛羅里達州參議員。